# Zeitgeist: The Movie
Zeitgeist: The Movie es un documental escrito, dirigido y producido por Peter Joseph en el año 2007, que tiene una amplia difusión por Internet, en la web del proyecto y mediante Google Video; aunque fue grabado originalmente en inglés, es posible descargarlo del sitio web oficial con subtítulos y doblajes en varios idiomas. Su secuela, Zeitgeist Addendum, concluye presentando el concepto de una sociedad basada en la tecnología y la abundancia de recursos, a partir de la influencia de ideas de Jacque Fresco y el Proyecto Venus.
Al no haberse distribuido por los canales convencionales, no existen datos fiables acerca de cuánta audiencia ha tenido, se afirma que los documentales Zeitgeist han sido vistos por cincuenta millones de personas en todo el mundo desde su publicación gratuita en Google Video en la primavera de 2007.
El documental ha sido premiado con varios reconocimientos de carácter internacional; entre ellos el Artivist Film Festival 2007.
Se le ha considerado «un ensamblaje de agitprop a ritmo rápido» y ha sido enmarcado entre películas de temática conspirativa aunque con una gran propuesta de por medio, que no se deja opacar por las polémicas que ha despertado, especialmente en el ámbito religioso.

## Contexto
El título, Zeitgeist, es una expresión alemana que quiere decir «espíritu del tiempo», aludiendo a la experiencia del clima cultural dominante. El comunicado del sitio web oficial declara que Zeitgeist, The Movie y su secuela Zeitgeist: Addendum fueron creadas como expresiones sin ánimo de lucro para comunicar lo que el autor siente que son conocimientos sociales muy importantes, de los que la mayoría de humanos no son conscientes. Según el autor, Peter Joseph, el documental se centra, con información histórica y moderna suprimida por las actuales instituciones sociales dominantes, al tiempo que explora lo que puede esperar a la humanidad si las estructuras de poder en general persisten en sus patrones de egoísmo, corrupción y consolidación.

## Sinopsis
El documental está estructurado en tres partes. La primera es una exposición del cristianismo como un mito, un híbrido astrológico-literario. Este mito, argumenta Joseph, constituye el terreno abonado sobre el que pueden funcionar nuevos mitos en los que las masas crean ciegamente y así ser manejados con mayor facilidad. La segunda parte, analizando los atentados del 11-S, expone el funcionamiento de la propaganda y adoctrinación mediática, logrando que los propios ciudadanos acepten ser más controlados por sus gobiernos pese a que eso suponga una reducción de sus libertades. La tercera sección habla sobre la política y economía global, enfocándose en el monopolio del dinero (junto a la especulación financiera) y el gasto militar.

### Primera parte: La historia más grande jamás contada

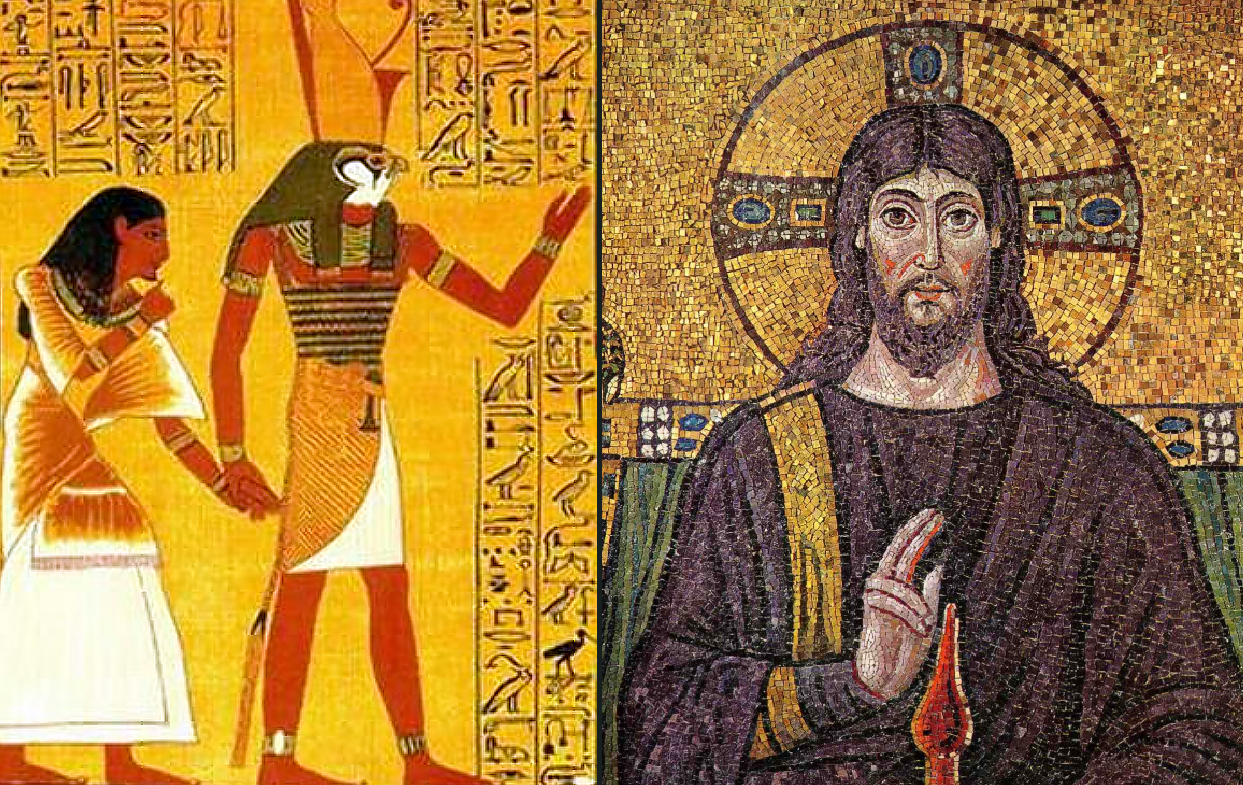
Horus y Jesús son presentados en el documental como mesías solares.

En la primera parte del documental, Joseph describe las similitudes que encuentra entre los mitos de distintas religiones antiguas con el cristianismo. Para ello, compara elementos extraídos de la Biblia y de la posterior tradición católica con descripciones de dioses de otras civilizaciones anteriores al cristianismo, principalmente de la mitología egipcia, llegando a la conclusión de que la figura de Jesús es una copia de diversos mitos heredados de dichas religiones.
Joseph hace hincapié en que ciertos atributos de mitos anteriores fueron copiados y atribuidos por los primeros cristianos a la figura de Jesús de Nazaret, sugiriendo que la figura mitológica de Jesús de Nazaret se corresponde, como la de Mitra y Horus entre otras deidades paganas anteriores y contemporáneas a la suya, con la de un Dios solar. Jesús sería el Sol, figuradamente, el que es «visto venir desde los cielos», «andando sobre el agua», etc. La muerte y resurrección del Dios Sol se corresponde con el solsticio de invierno: durante el mismo, el Sol (el Dios Sol - Jesús) llega el día 22 a su punto más bajo, muere, en las vecindades de una conocida constelación llamada la Cruz del Sur. El Sol detiene su viaje por tres días (al menos aparentemente) hasta que otro grupo de estrellas bien conocidos, el Cinturón de Orión («las tres Marías», o como se les llamaba en la antigüedad, «los tres reyes»), apuntan hacia la salida del Sol, su resurrección, en la mañana del 25 de diciembre. Simbólicamente hablando: El Dios Sol ha muerto en la Cruz para luego de tres días volver a la vida.
Posteriormente el autor plantea que la mayoría de las religiones comparten los mismos rasgos mitológicos, atribuyendo las mismas características a sus dioses, e indica que las primeras religiones se formaron mediante la observación del cielo, explicando la relación que observa entre la astrología y las religiones. También señala el autor otros mitos compartidos, con paralelismos entre el Diluvio universal y la leyenda de Gilgamesh, y varios ejemplos de mitos similares a la historia de Moisés en las culturas de la India, Creta y Egipto.
Finalmente Joseph plantea que la Iglesia, como institución vinculada al poder desde el Imperio romano, ha usado la figura de Cristo como justificación para reprimir y manipular las sociedades.

El cristianismo, junto con todos los demás sistemas teístas de creencia, es el fraude de la era. Sirvió para separar las especies del mundo natural e igualmente el uno del otro. Respalda la sumisión ciega a la autoridad. Reduce la responsabilidad humana al efecto de que «Dios» controla todo y crímenes a su vez terribles se pueden justificar en nombre de la divinidad. Y lo más importante, faculta a aquellos que sabiendo la verdad, utilizan el mito para manipular y controlar sociedades. El mito religioso es el dispositivo más potente que jamás se haya creado, y sirve como terreno psicológico sobre el que otros mitos pueden florecer.
Zeitgeist. La película.

### Segunda parte: Todo el mundo es un escenario

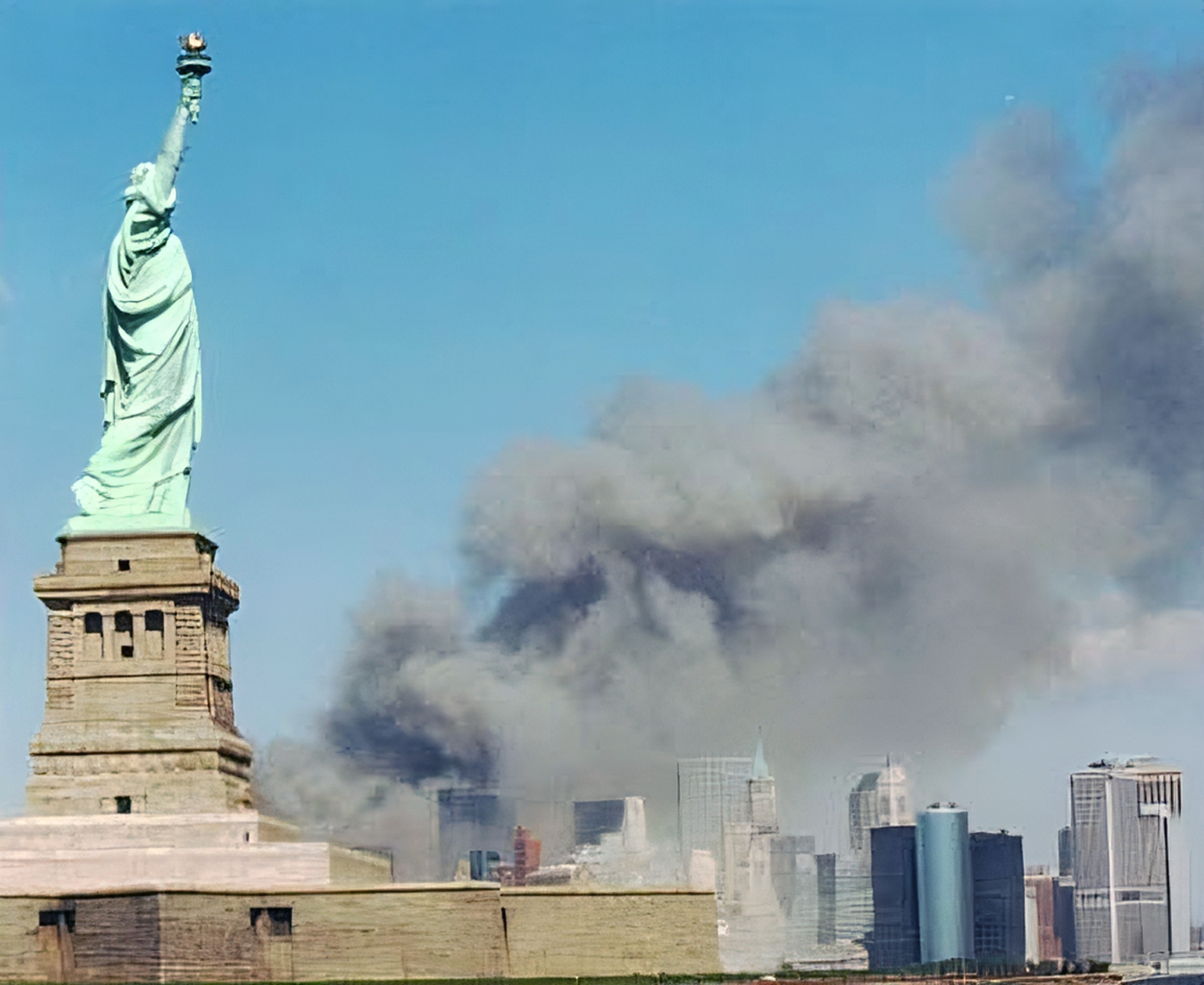
El ataque al World Trade Center.

En este capítulo Joseph afirma que los ataques del 11S en Nueva York y los atentados del 7 de julio de 2005 en Londres fueron en realidad perpetrados por algún grupo de poder de EE. UU. Según el autor, se trataría de una operación de bandera falsa (semejante al Incendio del Reichstag, atribuido por Hitler a los comunistas, o al menos aprovechado por éste para imponer La Gestapo y La Dictadura),  encaminada a conseguir el beneplácito o la pasividad de la sociedad estadounidense ante las reformas totalitarias que facilitarían al Régimen el comienzo de una serie de invasiones de puntos estratégicos como son Afganistán, Irak e Irán. Entre estas reformas se destaca la Ley Patriota.

La Verdad del 11 de septiembre:

Elementos criminales desde el gobierno de los Estados Unidos escenificaron un ataque terrorista de bandera falsa sobre sus propios ciudadanos, con el objetivo de manipular la opinión pública para apoyar sus objetivos.

Han venido haciéndolo durante años.

El 11 de septiembre fue un trabajo interno.
Zeitgeist. La película.

### Tercera parte: No prestes atención a los hombres detrás de la cortina

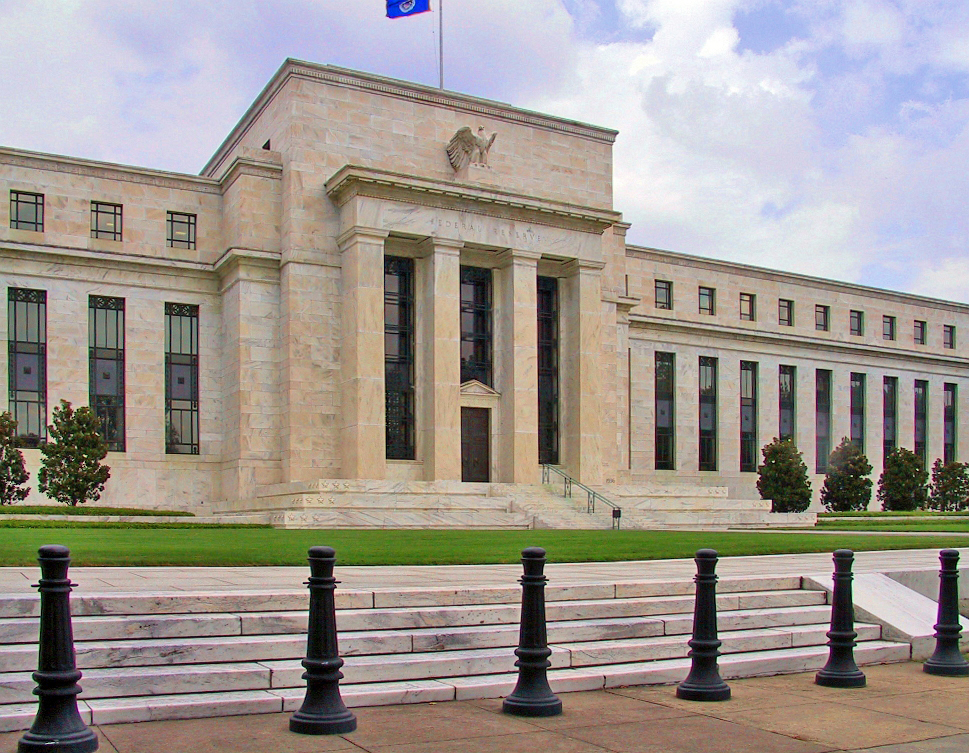
Sede de la Reserva Federal en Washington D. C..

En el último capítulo Joseph enhebra una teoría que detalla la abolición del Banco Central de Estados Unidos y el nacimiento de la Reserva Federal, la evolución del sistema monetario y por último los fines de los que denomina los hombres detrás de la cortina, un supuesto grupo organizado de poder formado por las grandes fortunas mundiales. Según Joseph, sus objetivos irían desde la creación de la Unión Norteamericana y la implantación de chips RFID en todas las personas del planeta, hasta la declaración de un gobierno mundial.
Es el capítulo donde se explica que los postulados que Joseph expone en el segundo capítulo forman parte de una serie de acontecimientos históricos que considera que fueron planificados, entre los que se incluyen la caída de la bolsa de 1929 (el llamado Jueves Negro) y la consecuente Gran Depresión y el ataque japonés a Pearl Harbor que propició la entrada de Estados Unidos en la Segunda Guerra Mundial entre otros, mezclado con sus propias proyecciones sobre sucesos futuros, específicamente en el tema de la geopolítica.

En efecto, la manipulación de la sociedad a través de la generación de miedo y división ha desvinculado completamente a los seres humanos de su sentido del poder y la realidad. Este proceso ha ocurrido durante siglos, si no milenios: la religión, el patriotismo, la raza, la riqueza, clase y cualquier otra forma de identificación arbitraria y separatista, así concebida ha servido para crear una población controlada y totalmente maleable en manos de unos pocos. Divide y conquista es el lema. Y mientras la gente siga viéndose a sí misma desvinculada de todo lo demás, se presta a ser completamente esclavizada.

Los hombres detrás de la cortina lo saben y también saben que si la gente se da cuenta de su verdadera relación con la naturaleza y su verdadero poder personal, todo el zeitgeist manufacturado del que son presos (la gente), se derrumbará como un castillo de naipes.
Zeitgeist. La película

## Publicación y premios
Zeitgeist, the Movie fue publicado gratuitamente en internet a través de Google video el 26 de junio de 2007, y desde entonces ha sido subtitulado en varios idiomas.
Una versión remasterizada del documental fue proyectada el 10 de noviembre de 2007 en el Egyptian Theater de Hollywood, como participante del festival de cine que se celebraba allí, el cuarto Artivist Film Festival, en el que ganó el premio en la categoría Artivist Spirit de largometraje documental.
Peter Joseph afirma que los documentales Zeitgeist han sido vistos por cincuenta millones de personas en todo el mundo; algunas fuentes, dejan la cifra en los 30 millones de espectadores para el segundo documental: Zeitgeist: Addendum.

## Críticas
En las referencias a Zeitgeist en los medios se critica lo poco que se ajusta lo narrado a la realidad. La crítica del Irish Times titulada «Zeitgeist: the Nonsense» (Zeitgeist: el Sinsentido) decía que «son perversiones surreales de asuntos y debates genuinos, que empañan toda su crítica a la fe, la administración Bush y la globalización —ya tenemos bastantes injusticias reales en este mundo a las que darle vueltas sin necesidad de inventar unas ficticias». Tim Callahan, de la revista Skeptic, criticaba la primera parte de la película sobre el cristianismo:

Parte de lo que afirma es cierto. Por desgracia, ese material está mezclado de forma liberal —y descuidada— con material que sólo es parcialmente cierto y mucho que es simple y llanamente falso. [...] Zeitgeist es el código Da Vinci con esteroides.

Otras críticas dicen que se trata de «estupideces conspiracionistas», «basada únicamente en evidencia anecdótica» y «ficción mezclada con unos pocos hechos», o hacen referencia despectiva a su parte en el movimiento por la verdad del 11-S. Además de ser considerado una estafa, por usar datos astronómicos e históricos falsos así como fuentes de poca fiabilidad sin ninguna credencial científica.
La cobertura que ha recibido Zeitgeist en el mundo académico también ha sido escasa, principalmente englobándola entre películas de temática conspirativa. De acuerdo con Scientific American

«La creencia postmodernista en el relativismo de la verdad, acoplada a la cultura del zapeo en los medios de masas donde los intervalos de atención se miden en minutos de Nueva York, nos deja con una desconcertante colección de afirmaciones pasadas como verdades, empaquetadas en unidades de infotenimiento. Debe ser cierto –lo he visto en televisión, en el cine, en Internet. The Twilight Zone, Más allá del límite, Esto es increíble, El sexto sentido, Poltergeist, Loose Change, Zeitgeist la Película».

También Jane Chapman, productora de cine y profesora adjunta de estudios sobre medios en la universidad de Lincoln, analiza Zeitgeist («Un ensamblaje de agitprop a ritmo rápido») como un ejemplo de creación de películas poco ético y que usa afirmaciones sin fuentes ni referencia y técnicas de propaganda cinematográfica estándar. Aunque partes del film son, dice, «cómicamente» auto-rebatidas, la naturaleza de la «evidencia retorcida» y la falsa atribución de la bomba de Madrid como si fuera la de Londres (lo que califica como «mentira») en conjunto suponen un abuso de la ética en las fuentes. Finaliza su análisis diciendo que las cuestiones legítimas, sobre lo que pasó el 11-S y sobre la corrupción en las organizaciones religiosas y financieras, quedan enterradas por el activo esfuerzo de la película en maximizar una respuesta emocional en detrimento de un argumento razonado.
Un experto en historia antigua del primer siglo, el Dr. Chris Forbes, profesor adjunto en historia antigua de la Universidad de Macquarie (Sídney, Australia), criticó severamente en una entrevista la parte I de la película, como carente de base en el mundo académico serio o las fuentes antiguas, confiando en fuentes aficionadas que «toman ideas prestadas unos de otros, y que reciclan las mismas tonterías», sin «una sola fuente seria» que se pueda encontrar en las listas de referencias que vienen con la película. Sobre el film dice: «Es extraordinario cuántas cosas afirma que simplemente no son ciertas».

## El Movimiento Zeitgeist
El Movimiento Zeitgeist es un movimiento social surgido a partir de la adición a modo de experimento por parte de Peter Joseph del texto "Join The Zeitgeist Movement" (únete al Movimiento Zeitgeist), al final de la película Zeitgeist: Addendum, por lo que podemos decir que fue el estreno de esta película y no la anterior lo que marcó el nacimiento del Movimiento Zeitgeist como tal, si bien esta no lo define por completo. Hasta abril de 2011 el Movimiento Zeitgeist se ha definido a sí mismo como «el brazo activista del Proyecto Venus», proyecto en el que el diseñador industrial e ingeniero social Jacque Fresco ha trabajado gran parte de su vida. En abril de 2011, Roxanne Meadows intervino en una de las reuniones internacionales que el movimiento mantiene regularmente en línea expresando el deseo por parte del Proyecto Venus de distanciarse del Movimiento Zeitgeist aludiendo que tanto Jacque como ella querían retomar las riendas de su proyecto [cita requerida]
Según Peter Joseph (director de las películas y por tanto fundador del movimiento), el movimiento contaba con 250.000 miembros en marzo de 2009. En el verano de 2010, ya contaba con más de 400.000 personas.
En su declaración de intenciones, el movimiento «no reconoce las naciones, gobiernos, razas, religiones, credos o clases», que considera como «acuerdos falsos, obsoletas distinciones que están lejos de ser factores positivos para el verdadero crecimiento humano colectivo y su potencial».
Presentan artículos donde se leen diferentes protestas breves; básicamente critican el Estado policial, el sistema educativo actual y denuncian lo que el autor considera mentiras sobre lo que ocurrió el 11-S.
La primera película, Zeitgeist: The Movie, fue estrenada en 2007; la segunda, Zeitgeist: Addendum en 2008 y la tercera entrega, titulada Zeitgeist: Moving Forward se estrenó mundialmente el 15 de enero de 2011 en 60 países. La cuarta entrega "Zeitgeist:Beyond the Pale" fue anunciada en junio de 2011 para ser estrenada a finales de 2012 o principios de 2013.